# Salambo
Salambo, französischer Originaltitel Salammbô, ist ein 1862 erschienener historischer Roman von Gustave Flaubert.
Das Werk schildert, angelehnt an historische Begebenheiten, den Verlauf des Söldneraufstands, der nach der Niederlage Karthagos im Ersten Punischen Krieg 241 bis etwa 238 v. Chr. in Nordafrika ausbrach. Die Titelfigur Salammbô, im Roman die Tochter des karthagischen Feldherrn Hamilkar Barkas, ist indes fiktiv.
Flauberts Roman, dessen exotisch-drastische Schilderungen das zeitgenössische Publikum sehr beeindruckten, wurde mehrmals dramatisiert, u. a. in einer unvollendeten Oper von Mussorgski.

## Handlung

### Das Gelage
Ein prunkvolles Festmahl, das in den Gärten Hamilkar Barkas’ ausgerichtet wird, um die bisher nicht entlohnten Söldner zu besänftigen, eskaliert mit der wachsenden Trunkenheit der Söldner. Sie befreien karthagische Sklaven, darunter Spendius, der die Söldner aufwiegelt, die Pokale der Heiligen Legion herbeischaffen zu lassen. Gisko, der General, der die Söldner in Sizilien befehligt hat, erscheint und versucht sie zu beschwichtigen, zieht aber in der aufgeheizten Stimmung wieder ab. Einige Söldner vergehen sich an den heiligen Fischen der Familie Hamilkars, die sie töten und damit dessen Tochter Salammbô auf den Plan rufen. Begleitet von den Priestern der Tanit, klagt sie um ihre Fische und macht den Söldnern Vorwürfe, bemüht sich aber ebenfalls um Versöhnung. Der libysche Söldner Mâtho ist von ihrer Erscheinung ebenso hingerissen wie alle übrigen und erregt damit die Eifersucht des numidischen Prinzen Narr’Havas, der im Hause Barkas weilt. Der verletzt ihn, und im Trubel verschwindet Salammbô. Mâtho folgt ihr zum verschlossenen Palast, seinerseits gefolgt von Spendius, der sich ihm, seinem Befreier, als Sklave andient und ihn zum Aufstand gegen Karthago bewegen möchte.

### In Sikka
Das Söldnerheer bricht von Karthago zu einem siebentägigen Marsch nach Sikka auf, da man ihnen unter dieser Bedingung die Auszahlung ihres Soldes zugesichert hat. In der Ebene vor der Stadt schlagen sie ihr Lager auf. Mâtho hängt völlig lethargisch seinen Gedanken an Salammbô nach, das Verhältnis zu Narr’Havas ist von Misstrauen geprägt; Spendius folgt Mâtho auf Schritt und Tritt und ist voller Tatendrang. Schließlich trifft der Suffet Hanno ein, allerdings nur, um die Söldner weiter zu vertrösten. Da die Söldner nicht Punisch sprechen, können die meisten Hannos Rede aber nicht folgen. Spendius nutzt die Gunst der Stunde, gibt sich als Übersetzer aus, dreht Hanno aber die Worte im Mund um und verstärkt somit den im Heer schon schwelenden Hass auf Karthago. Da taucht auch noch Zarxas auf, Überlebender eines Massakers, das die Karthager an einer Einheit von balearischen Schleuderern verübt haben, die den Auszug des Heeres verpasst hatte, und schildert die Gräueltaten, die er erlebt hat. Hanno flieht mit seiner Leibwache aus der bedrohlichen Lage, und das Heer setzt sich wieder gegen Karthago in Bewegung. Als Letzte verlassen Mâtho und Spendius die Ebene.

### Salammbô
Salammbô verrichtet ihr nächtliches kultisches Gebet an Tanit, die sie in ihrer Ausprägung als Mondgöttin verehrt. Sie fühlt sich so stark zu ihr hingezogen, dass sich selbst ihr Gesundheitszustand mit den Mondphasen verschlechtert und bessert. Begleitet wird sie von ihrer Amme, der freigelassenen Sklavin Taanach. Auch lässt sie nach ihrem Lehrer Schahabarim schicken, dem Hohepriester der Tanit, und bittet ihn ohne Erfolg, sie das Kultbild der Tanit sehen zu lassen. Es werden der Schöpfungsmythos und die wichtigen Gottheiten Karthagos vorgestellt: Eschmun, Melkarth und Baal-Khamon. In der Morgendämmerung erscheint am Horizont das nahende Söldnerheer.

### Der Kampf um Karthago
Die Söldner belagern Karthago und fordern ihren Sold und Salammbô als Geisel. Mâtho und Spendius dringen in den Tempel der Tanit ein und rauben den Zaïmph, einen der Mondgöttin Tanit geweihten heiligen Schleier. Das Volk der Karthager muss ohnmächtig mitansehen, wie Mâtho, indem er sich mit dem als unberührbar geltenden Schleier bedeckt, unversehrt die Stadt verlassen kann. Der Verlust des Schleiers bedeutet, dass die Stadt die Gunst ihrer Schutzgöttin Tanit verloren hat, und so ist die Widerstandskraft der Stadt infolge des Raubes nachhaltig beeinträchtigt. Im Verlauf des Diebstahls kommt es zur flüchtigen Wiederbegegnung von Mâtho und Salammbô, die in beiden das untergründige Liebesbegehren erneuert.
Im weiteren Verlauf des Krieges geben die Söldner die Belagerung der Stadt Karthago auf, die als uneinnahmbar erscheint, solange Hilfslieferungen über den Meerweg möglich sind. Stattdessen wird versucht, die Verbindung zu den Bündnisgenossen Karthagos zu kappen und sich eine Verschanzung in benachbarten Städten zu erobern. Hamilkar kehrt aus Spanien zurück und übernimmt das Kommando des karthagischen Heers. Als genialem Strategen gelingt es ihm, die Söldnerheere in der Ebene von Macar entscheidend zu schlagen, aber er kann sie dennoch nicht vernichten.

### Die Rache der Götter
Salammbô verfällt in einen melancholischen Zustand, wobei unklar ist, ob diese Gemütsveränderung durch den Raub des Zaïmph oder durch das unbewusste Verlangen nach einer körperlichen Vereinigung mit Mâtho hervorgerufen wird. Der Priester Schahabarim suggeriert ihr, dass sie die Schuld am Raub des Zaïmph trägt, und dass die einzige mögliche Sühne für dieses Vergehen darin besteht, dass sie persönlich den Zaïmph von Mâtho zurückholt. Das wahre Motiv für Schahabarims Ratschlag scheint dabei Eifersucht und ein persönlicher Hass auf Salammbô zu sein: Da es ihm als Eunuch nicht möglich ist, Salambô zu besitzen, will er sie mit diesem Auftrag der Schändung durch Mâtho und dem Tod ausliefern. Tatsächlich folgt Salammbô Schahabarims Rat, und es gelingt ihr, heimlich ins Lager der Söldner zu gelangen. Als sie in Mâthos Zelt geführt wird, verfallen beide einander in körperlicher Zuneigung, wobei der Roman offen lässt, ob es zum Geschlechtsakt zwischen beiden kommt oder nicht (die Erzählung suggeriert gleichwohl recht deutlich, dass es passiert). Im Anschluss an ihr Zusammensein mit Mâtho wird Salammbô von Gisko, der sich als Gefangener im Lager der Söldner befindet, für diesen Verrat an ihrer Heimatstadt und an ihrer priesterlichen Würde verflucht. Salammbô gelingt es schließlich, den Zaïmph zu entwenden und nach Karthago zurückzukehren. Auch ihr Vater Hamilkar ahnt, dass sie den Schleier nur dadurch wiedererlangen konnte, indem sie sich mit Mâtho vereinigte. Als Strafe erzwingt er die Verlobung Salammbôs mit Narr'Havas, dessen Bündnistreue er sich auf diese Weise sichert.
Im weiteren Verlauf des Krieges wird Karthago abermals von den Söldnern belagert, wobei diesmal die Wasserversorgung der Stadt gekappt wird, so dass die Bewohner bald dem Verdursten nahe sind. Als die Not am größten ist, entschließt man sich dazu, den Gott Moloch (der als Sonnengott das Gegenprinzip zur Mondgöttin Tanit verkörpert) durch Menschenopfer gnädig zu stimmen. In einer grausamen Zeremonie werden Knaben auf einem dem Moloch geweihten Scheiterhaufen verbrannt. Auch Hamilkar soll seinen Sohn Hannibal im Rahmen dieser Zeremonie opfern. Indem er ihn heimlich gegen den Sohn eines Sklaven austauscht, kann er Hannibal jedoch vor dem Tod bewahren. Im Anschluss an das Opferzeremoniell wendet sich das Kriegsglück tatsächlich, und den Karthagern gelingt es in mehreren Schlachten und durch Hinterhalte, das Heer der Söldner komplett zu vernichten. Mâtho wird gefangen genommen. Als letzter Überlebender des Söldnerheeres wird er am Tag der Hochzeit von Salammbô und Narr'Havas in einer brutalen Folterzeremonie getötet. Salammbô, die seinen Tod mitansehen muss, stirbt unmittelbar im Anschluss an Entkräftung – genau in dem Moment, als die Hochzeit vollzogen werden soll.

## Entstehungsgeschichte und Rezeption
Flauberts Hauptquelle war Buch I der Historien, geschrieben vom griechischen Historiker Polybios.
Nach den rechtlichen Problemen, die auf die Veröffentlichung von Madame Bovary folgten, suchte Flaubert ein weniger kontroverses Thema für seinen nächsten Roman. Im Jahr 1857 entschied er sich, in Karthago zu forschen.
Vom 12. April bis zum 5. Juni 1858 reiste Flaubert nach Tunesien, um die Schauplätze seines Romans zu erkunden, obgleich aus der Antike wenig erhalten geblieben war. Der Roman wurde ein Bestseller, obwohl seine Gewalt und Sinnlichkeit wenig Bezug zu Flauberts vorheriger Arbeit hatten. Er wurde für seinen Stil und seine Geschichte gelobt. Seine Beschreibungen der karthagischen Kostüme beeinflussten die zeitgenössische Mode, und die Aufmerksamkeit, die Flaubert dem römischen Nordafrika schenkte, weckte ein neues Interesse an archäologischen Erforschungen.

## Adaptionen

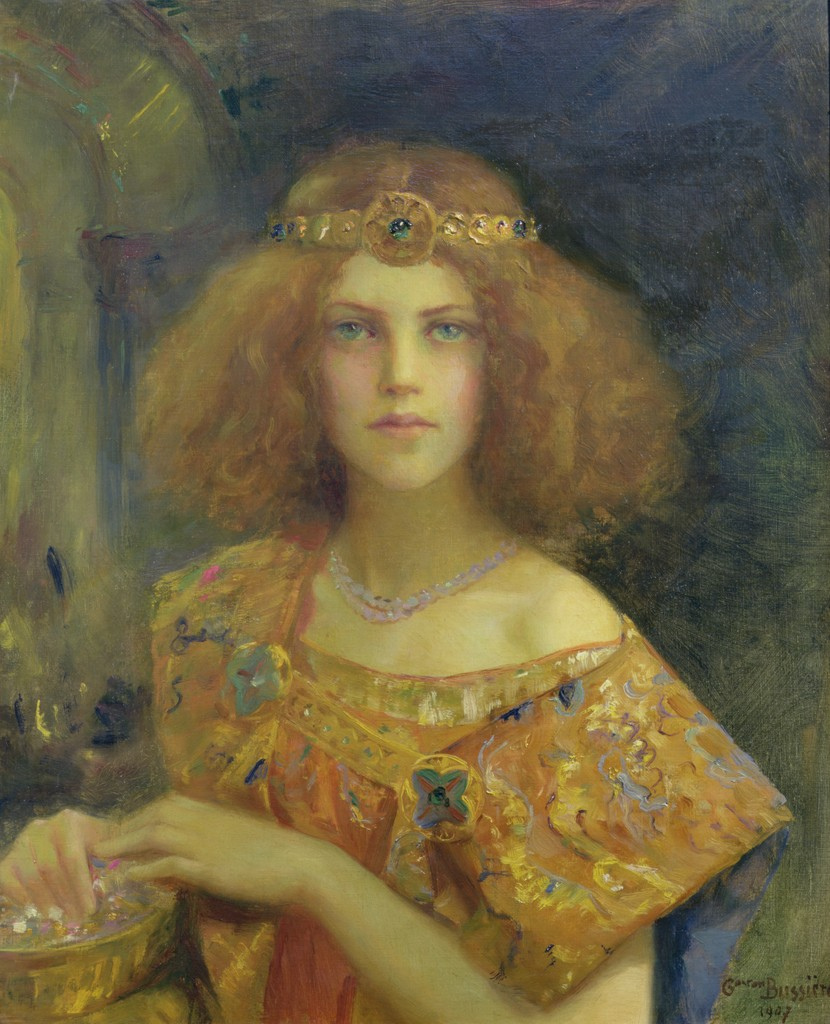
Salammbô, Gemälde von Gaston Bussière, 1907

Der Stoff des Romans und die Figur der Salambo sind auf verschiedenste Weise adaptiert worden:

### Oper
- 1863–66 Salammbô, unvollendete Oper von Modest Mussorgski
- 1890 Salammbô, Oper von Ernest Reyer
- 1929 Oper von Josef Matthias Hauer
- 1998 Oper von Philippe Fénélon, Libretto von Jean-Yves Masson, Uraufführung in der Opéra Bastille

### Film
- 1914 Cabiria, von Giovanni Pastrone; freie Adaption des Stoffs nach dem Drehbuch Gabriele d’Annunzios
- 1924 Salammbô, Stummfilm von Pierre Marodon, Musik von Florent Schmitt
- 1960 Salammbô, französischer Spielfilm von Sergio Grieco (deutscher Titel „Aufstand der Legionen“)[1]

### Bildende Kunst

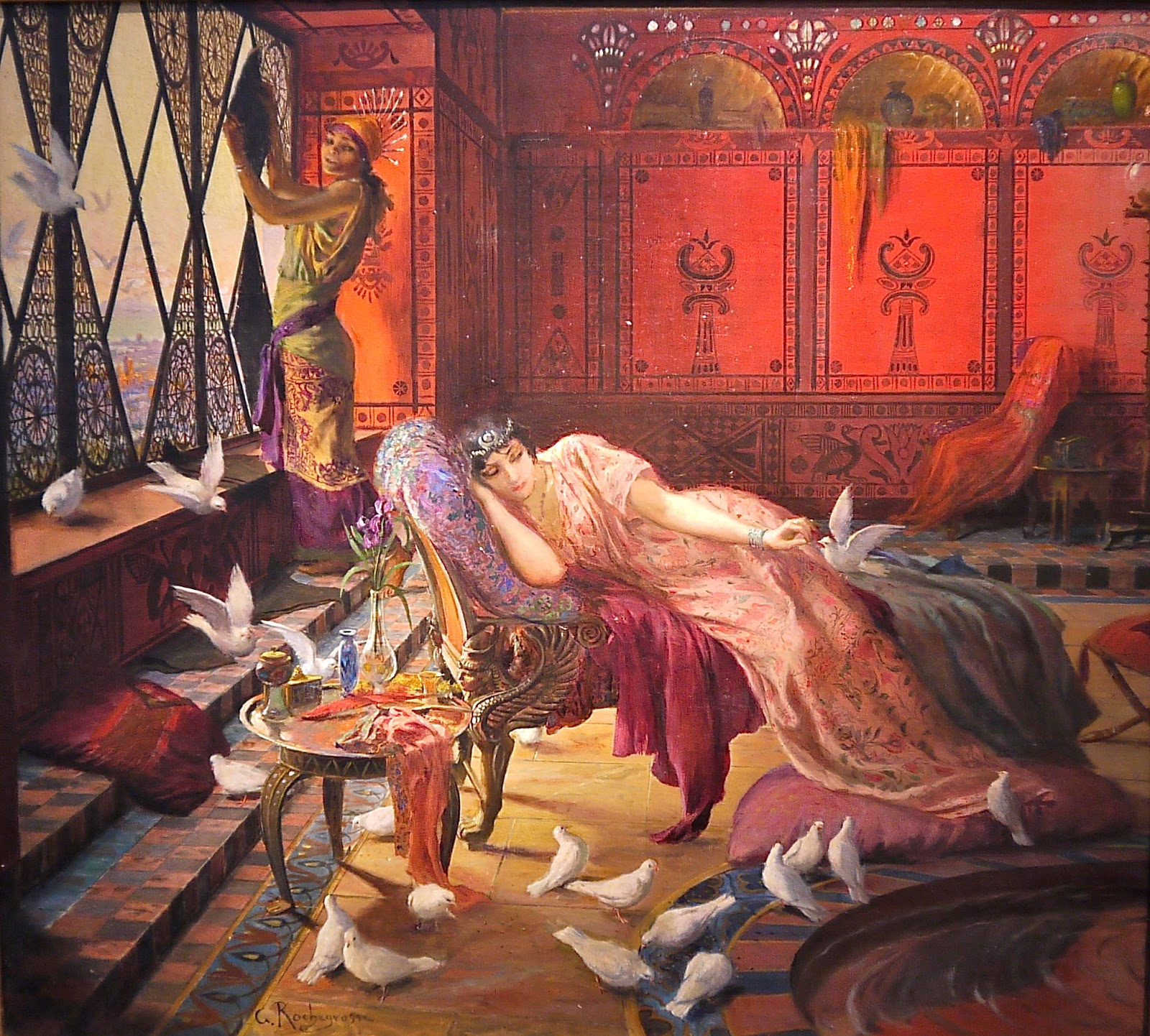
Salambô et les Colombes, Georges-Antoine Rochegrosse, 1893

- Georges-Antoine Rochegrosse (1859–1938), Salambô et les Colombes, Gemälde, 1893
- Carl Strathmann (1866–1939), Salambo, großformatiges Gemälde, 1895
- Paul Eugene Breton (1868–1933), Salammbo, 1899, Bronze (0,9 m)
- Théodore Rivière (1857–1912): Salambo bei Matho, Ich liebe dich! Ich liebe dich!, 1895, kleine Bronzegruppe, Elfenbein, Gold und Türkis, Musée d’Orsay, Paris
- Alfons Mucha: Salammbô, 1896
- Buchillustrationen von Pierre Noel, 1931

### Andere
- 1923 Salambo, Tanzdrama der Schauspielerin und Tänzerin Lucie Kieselhausen (1897–1927) mit Musik von Heinz Tiessen, UA Duisburg 1929
- 1941 Eine fiktive Oper namens Salammbo spielt in dem Film Citizen Kane von Orson Welles eine Rolle. Der im Film aufgeführte Ausschnitt wurde von Bernard Herrmann komponiert.
- 1988 Salammbo, Theaterstück von Charles Ludlam
- 1980–86 Salammbo, 3-teilige Science-Fiction-Comic-Serie von Philippe Druillet
- 2003 Salammbo: Battle for Carthage, Computerspiel des Herstellers Dreamcatcher Interactive
- 2003 Hörspiel, WDR-Produktion, Der Audio Verlag, 2005, ISBN 3-89813-380-X, mit Anna Thalbach als Salambo
- Salambo war ein Nachtlokal auf der Großen Freiheit in Hamburg-St. Pauli

## Ausgaben

### Französisch
- Salammbô. Michel Lévy frères, Paris 1863 (Erstausgabe, erschienen am 24. November 1862).
- Salammbô. Édition définitive avec des documents nouveaux. G. Charpentier, Paris 1874 (Ausgabe letzter Hand). Ein Digitalisat einer Neuauflage von 1881 findet sich online auf den Seiten der Französischen Nationalbibliothek.

### Deutsch
Es liegen mehrere Übersetzungen ins Deutsche vor:
- Salammbô. Deutsch von Friedrich von Oppeln-Bronikowski. J.C.C. Brun’s Verlag, Minden in Westfalen [1908]. Zuletzt aufgelegt beim Diogenes Verlag, Zürich 2005, ISBN 978-3-257-20722-4.
- Salambo: Ein Roman aus Alt-Karthago. Deutsch von Arthur Schurig. Insel-Verlag, Leipzig 1912. Online beim Project Gutenberg verfügbar.
- Salammbô. Deutsch von Robert Habs. Philipp Reclam jun., Leipzig 1925 (= Reclams Universal-Bibliothek Nr. 1650). Mehrfach neu aufgelegt, zuletzt mit einem Nachwort von Günter Metken bei Reclam, Ditzingen 2011, ISBN 3-15-020222-1.
- Salambo. Deutsch von Heidrun Beltz. Verlag Rütten und Loening, Berlin 1972 (Gesammelte Werke in Einzelbänden, herausgegeben von Christa Bevernis).
- Salammbô: Der grandiose Roman vom Kampf um Karthago. Deutsch von Georg Goyert, bearbeitet von Bernd Holger Bonsels. Limes Verlag, Wiesbaden 1946. Zuletzt aufgelegt bei Goldmann, München 1974.
- Salammbô. Deutsch von Georg Brustgi. Insel Verlag, Frankfurt am Main 1979, ISBN 3-458-32042-3.
- Salammbo. Deutsch von Birgit Reß-Bohusch. Heyne Verlag, ISBN 3-453-10968-6.
- Salambo. Deutsch von Petra-Susanne Räbel. Haffmans Verlag, Zürich 1999, ISBN 3-251-20295-2. Neuausgabe beim Fischer Taschenbuch Verlag, Frankfurt am Main 2010, ISBN 3-596-90152-9.

## Sekundärliteratur
- Alexej Baskakov: Vom Realismus zur Moderne. Die Darstellung des antiken Orients in „Salammbô“ von Gustave Flaubert und „Joseph und seine Brüder“ von Thomas Mann. (= Epistemata; Reihe Literaturwissenschaft; 280). Königshausen u. Neumann, Würzburg 1999, ISBN 3-8260-1678-5.
- Volker Dürr: Flaubert’s Salammbô: The Ancient Orient as a Political Allegory of Nineteenth-century France. Peter Lang, New York 2002, ISBN 0-8204-5676-4.
- Daniel Fauvel und Yvan Leclerc (Hrsg.): Salammbô de Flaubert: Histoire, fiction. Honoré Champion, Paris 1999, ISBN 2-7453-0058-X (= Romantisme et modernités 22).
- Bernard Gagnebin: Flaubert et Salammbô: Genèse d’un texte. Presses universitaires de France, Paris 1992, ISBN 2-13-044137-8.
- Anne Green: Flaubert and the Historical Novel: Salammbô Reassessed. Cambridge University Press, Cambridge und New York 1981, ISBN 0-521-23765-3.
- Klaus Ley (Hrsg.): Flauberts Salammbô in Musik, Malerei, Literatur und Film. Aufsätze und Texte. Gunter Narr Verlag, Tübingen 1998, ISBN 3-8233-5185-0.
- Henri Scepi: „Salammbô“ de Flaubert. Gallimard, Paris 2003, ISBN 2-07-041910-X.